# 硬腭邊閃音
硬腭邊閃音是辅音中的一种边音。国际音标没有专门表记此音的单个符号，但可以写作⟨ʎ̆⟩。

## 特征
- 調音方法是閃音，指氣流衝出時與肌肉一次快速接觸，使得一調音器官碰及另一器官。

- 調音部位是硬腭，即其以將舌頭中間或背部升至硬腭來發音。
- 發聲類型是濁音，意味着發音時聲帶顫動。

- 本輔音是口腔輔音（口音），表示調音時空氣只從口裡流出。
- 調音方法是邊音，氣流從舌兩側流過，而不從中部流過。
- 氣流機制是肺部氣流，即由肺與橫膈膜驱动空气。

## 见于
| 语言       | 语言       | 国际音标  | 意义 |
| ---------- | ---------- | --------- | ---- |
| 伊瓦加語   |            |           |      |
| 伊勒嘎爾語 | 伊勒嘎爾語 | [miʎ̆arɡu] | 人名 |